# Maria Tavares
Maria José Coelho Tavares mais conhecida por Maria Tavares (Medelim, Idanha-a-Nova, Castelo Branco, 8 de Agosto de 1946) é uma actriz portuguesa.

## Biografia
Começou a sua carreira com apenas com 7 anos de idade, em programas de rádio infantis e em espetáculos de variedades onde cantava e representava.
Estudou Teatro e Ballet no Conservatório Nacional, tendo ainda formação em Educação pela Arte e em História e Literatura. 
Estreia-se como actriz profissional em 1964 na peça Macbeth no Teatro Nacional D. Maria II. 
Passou também pela Companhia do Teatro da Estufa Fria, dirigida por Augusto de Figueiredo e pela Companhia Rafael de Oliveira.
Foi uma das fundadoras do Teatro Ádóque.
Em televisão, destacou-se em Os Malucos do Riso, também participou em programas de variedades, teleteatro, novelas, séries, sitcoms e telefilmes.
Atualmente trabalha para a Associação Váatão em Castelo Branco, como actriz.
Tem feito teatro, mas não televisão nem cinema, por falta de convites de trabalho. No entanto, encontra-se totalmente disponível para o fazer.
Em 2021 foi candidata nas eleições autárquicas à Junta de Freguesia de Medelim pelo "Movimento Para Todos - Mov.PT" 

## Televisão
| Ano       | Projeto                     | Notas |
| --------- | --------------------------- | ----- |
| 1968      | Riso e Ritmo                |       |
| 1974      | Alves e Companhia           | [ 5 ] |
| 1975      | Pifelim                     |       |
| 1989      | Por Um Fio                  |       |
| 1994      | Desculpem Qualquer Coisinha |       |
| 1994      | Nico D'Obra                 |       |
| 1994      | A Mulher do Senhor Ministro |       |
| 1995      | Desencontros                | [ 6 ] |
| 1996      | Camilo & Filho Lda.         |       |
| 1996      | Pensão Estrela              |       |
| 1996      | Vidas de Sal                |       |
| 1996      | Polícias                    |       |
| 1998      | Médico de Família           |       |
| 1998      | Os Lobos                    | [ 7 ] |
| 1999      | Esquadra de Polícia         |       |
| 1999      | Uma Casa em Fanicos         |       |
| 1999      | O Fura-Vidas                |       |
| 2000      | O Conde de Abranhos         |       |
| 2000      | Alves dos Reis              |       |
| 2000      | A Loja do Camilo            |       |
| 2001/2002 | Os Malucos do Riso          |       |
| 2002      | Cuidado com as Aparências   |       |
| 2002      | O Último Beijo              |       |
| 2004      | Maré Alta                   |       |
| 2005      | Inspector Max               |       |
| 2005/2011 | Os Malucos do Riso          |       |
| 2011      | Os Compadres                |       |
| 2012      | Entre as Mulheres           |       |
| 2022      | Patrões Fora                |       |

## Teatro
- Macbeth - Teatro Nacional D. Maria II (1964)
- O Leão da Estrela - Teatro da Estufa Fria (1968)[8]
- Click! Já Está - Teatro Monumental (1968)[9]
- Pega de Caras - Teatro ABC (1970)[10]
- Alto Lá Com Elas - Teatro ABC (1970)
- Frangas na Grelha - Teatro ABC (1971)[11]
- A Senhora Minha Tia - Teatro ABC (1971)[12]
- Saídas da Casca - Teatro ABC (1971)
- É o Fim da Macacada - Teatro ABC (1972)
- Pides na Grelha - Teatro Ádóque (1974)
- A CIA dos Cardeiais - Teatro Ádóque (1975)
- Taran-Tan-Tan Não Enche Barriga - Teatro Ádóque (1976)
- A Grande Cegada - Teatro Ádóque (1976)
- Ó Calinas, Cala a Boca! - Teatro Ádóque (1977)[13]
- Ora Vê Lá Tu! - Teatro Ádóque (1978)[14]
- Roupa Velha - Teatro Ádóque (1978)
- Fardos e Guitarradas - Teatro Ádóque (1978)
- 1926, Noves Fora Nada - Teatro Ádóque (1979)
- Ó Zé Arreganha a Taxa - Teatro Variedades (1982)[15]
- Todos Tesos - Teatro ABC (1983)[16]
- E a Lata Continua... - Teatro ABC (1984)[17]
- Sapateado - Teatro Villaret (1986)[18]
- Pijama Para Seis - Teatro ABC (1988)[19]
- Revista à Vista - Teatro-Cinema Odéon/Digressão (1992)
- Isto é Que Vai uma Crise! - Digressão (1993)
- Aqui Há Fantasmas
- Mais Respeito Que Sou Tua Mãe
- Flores do Mesmo Jardim - Digressão [20]
- Isto Só Visto! - Digressão[21]
- Ó Zé Bate o Pé! - Digressão[22][23]
- Três, a Conta Que Deus Fez! - Digressão[24][25]

## Rádio - Teatro Radiofónico
- 1965 - Noite de Teatro - O Perro do Hortelão [26]
- 1969 - O Herói da Caridade - A Vida de João de Deus (folhetim)
- 1972 - D. João II (folhetim)

...